# Дисента, Хоакин
Хоаки́н Дисе́нта-и-Бенеди́кто (исп. Joaquín Dicenta y Benedicto; 3 февраля 1863, Калатаюд — 20 февраля 1917, Аликанте) — испанский писатель, драматург.
Первое произведение — драма «Самоубийство Вертера» (1888). Писал пьесы, романы, рассказы.